# Hôtel Tixier de Brolac
L'hôtel Tixier de Brolac est un immeuble situé à Clermont-Ferrand, en France.

## Généralités
L'immeuble est situé au 2 rue des Grands-Jours, près de la cathédrale Notre-Dame, sur la commune de Clermont-Ferrand, dans le département du Puy-de-Dôme, en région Auvergne-Rhône-Alpes, en France.

## Historique
L'immeuble est daté de 1587.
La vieille porte de l'immeuble est classé au titre de monuments historiques par arrêté du 8 octobre 1917.

## Description
La porte est surmontée d'un tympan représentant trois moutons entourant les armes des Tixier de Brolac, échevin de Clermont.